# Lars Rönn
Lars Erik Rönn, född 31 januari 1940 i Petalax, Finland, är en finlandssvensk företagsledare, journalist, och författare. Han är främst känd för att ha varit verkställande direktör för Hufvudstadsbladet åren 1982–2000.
Lars Rönn är son till Helmi Aspholm och Gustav Rönn samt bror till Paul Rönn.
Förutom sitt arbete som företagsledare och journalist är Lars Rönn också författare. Han har publicerat flera böcker om aktuella händelser. År 2014 utgav han boken Mr Husis har ordet. Boken handlar om hans tid som VD på Hufvudstadsbladet. 